# Georgina Haig
Georgina Haig, född 3 augusti 1985, är en australisk skådespelerska. Hon har medverkat i bland annat TV-serien Fringe som Henrietta "Etta" Bishop, och TV-serien Once Upon a Time som drottning Elsa från Disney's Frost.

## Film
- Road Kill
- Wasted on the Young
- Crawl
- The Sapphires
- Nerve
- The Mule

## TV-serier
- Underbelly
- Rescue: Special Ops
- Elefantprinsessan
- Dance Academy
- Fringe
- A Moody Christmas
- The Elegant Gentleman's Guide to Knife Fighting
- INXS: Never Tear Us Apart
- Once Upon a Time
- Maximum Choppage
- Childhood's End
- Limitless